# توت‌خوار زبرجدی
توت‌خوار زبرجدی (نام علمی: Dacnis viguieri) نام یک گونه از سرده توت‌خوار است.